# Wereldkampioenschappen schaatsen afstanden 2021 - 1000 meter vrouwen
De 1000 meter vrouwen op de wereldkampioenschappen schaatsen afstanden 2021 werd gereden op zaterdag 13 februari 2021 in het ijsstadion Thialf in Heerenveen, Nederland.
Titelverdediger was Jutta Leerdam, die dit keer echter verslagen werd door Brittany Bowe, die haar derde wereldtitel op deze afstand won. Leerdam werd nog wel tweede voor Jelizaveta Goloebeva.

## Uitslag
| #      | Schaatser            | Land                  | Tijd       |
| ------ | -------------------- | --------------------- | ---------- |
| Goud   | Brittany Bowe        | Verenigde Staten      | 1.14,12    |
| Zilver | Jutta Leerdam        | Nederland             | 1.14,67    |
| Brons  | Jelizaveta Goloebeva | Russian Skating Union | 1.14,84 pr |
| 4      | Olga Fatkoelina      | Russian Skating Union | 1.15,03    |
| 5      | Jorien ter Mors      | Nederland             | 1.15,27    |
| 6      | Angelina Golikova    | Russian Skating Union | 1.15,34    |
| 7      | Karolina Bosiek      | Polen                 | 1.15,79    |
| 8      | Suzanne Schulting    | Nederland             | 1.16,03    |
| 9      | Heather McLean       | Canada                | 1.16,28    |
| 10     | Jekaterina Ajdova    | Kazachstan            | 1.16,34    |
| 11     | Vanessa Herzog       | Oostenrijk            | 1.16,45    |
| 12     | Béatrice Lamarche    | Canada                | 1.16,66(6) |
| 13     | Natalia Czerwonka    | Polen                 | 1.16,66(8) |
| 14     | Kaylin Irvine        | Canada                | 1.16,84    |
| 15     | Anna Nifontova       | Wit-Rusland           | 1.16,90    |
| 16     | Nikola Zdráhalová    | CZE                   | 1.17,76    |
| 17     | Kaja Ziomek          | Polen                 | 1.17,85    |
| 18     | Ida Njåtun           | Noorwegen             | 1.17,86    |
| 19     | Katja Franzen        | Duitsland             | 1.18,20    |
| 20     | Jekaterina Sloeva    | Wit-Rusland           | 1.18,63    |
| 21     | Josephine Heimerl    | Duitsland             | 1.19,12    |
| 22     | Stien Vanhoutte      | België                | 1.19,30    |
| 23     | Ellia Smeding        | Verenigd Koninkrijk   | 1.19,86    |
| 24     | Anna Ostlender       | Duitsland             | 1.20,34    |

1996 · 
1997 · 
1998 · 
1999 · 
2000 · 
2001 · 
2003 · 
2004 · 
2005 · 
2007 · 
2008 · 
2009 · 
2011 · 
2012 · 
2013 · 
2015 · 
2016 · 
2017 · 
2019 · 
2020 · 
2021 · 
2023 · 
2024 · 
2025